# Le Tremblay-Omonville
Le Tremblay-Omonville é uma comuna francesa na região administrativa da Normandia, no departamento de Eure. Estende-se por uma área de 5,36 km². Em 2010 a comuna tinha 354 habitantes (densidade: 66 hab./km²).